# Bitch Slap
Pour les articles homonymes, voir Bitch.
Pour plus de détails, voir Fiche technique et Distribution.
Bitch Slap est un film américain écrit et réalisé par Rick Jacobson (en), sorti en 2009.

## Synopsis
Trois bad girls, sexy à souhait, traversent le désert dans le but d'extorquer 200 millions de dollars de diamants. 
Chacune a ses raisons de commettre ce vol, mais aucune n'en révèle le vrai motif. 
Des alliances vont se former, des vérités être dévoilées, des criminels démasqués… ce qui va bouleverser le destin de ce trio de femmes fatales.

## Fiche technique
- Titre : Bitch Slap
- Réalisation : Rick Jacobson
- Scénario : Rick Jacobson, Eric Gruendemann
- Classification :
  -  France : interdit aux moins de 12 ans[1]
  -  Royaume-Uni : interdit aux moins de 18 ans[2]

## Distribution

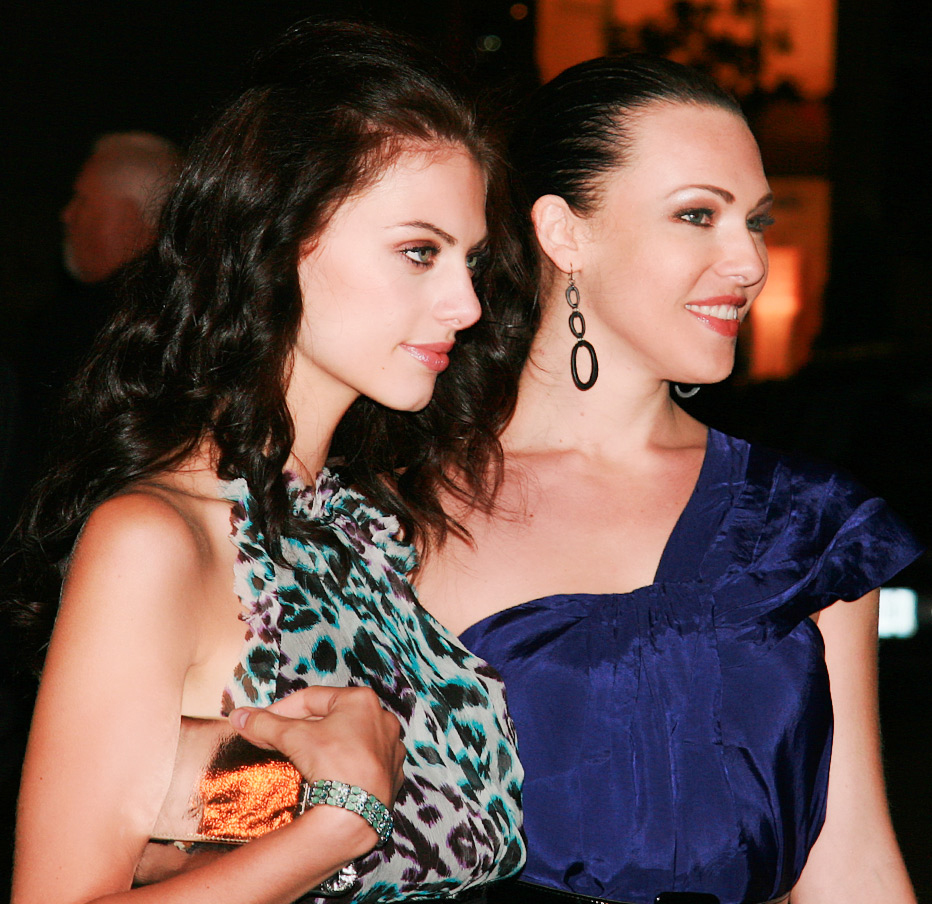
Julia Voth et Erin Cummings au Festival international du film de Toronto en 2009.

- Julia Voth : Trixie
- Erin Cummings : Hel
- America Olivo : Camero
- Michael Hurst : Gage
- Ron Melendez : Fuchs
- William Gregory Lee
- Minae Noji : Kinki
- Scott Hanley : Black Ice
- Kevin Sorbo : Phoenix
- Dennis Keiffer : MacDaddy
- Lucy Lawless : la mère supérieure
- Renée O'Connor : sœur Batrill
- Mark Lutz : Deiter Von Vondervon
- Christine Nguyen : l'escort girl
- Debbie Lee Carrington
- Zoë Bell

## Thème du film
Ce film d'action est un concentré de bombes hyper-sexy, de bolides, d’armes redoutables, de dialogues savoureux ainsi que de scènes érotiques saphiques. 

## Lieux de tournage
Los Angeles, Californie, États-Unis.